# Peridiococcus stypheliae
Peridiococcus stypheliae är en insektsart som först beskrevs av William Miles Maskell 1895.  Peridiococcus stypheliae ingår i släktet Peridiococcus och familjen ullsköldlöss. Inga underarter finns listade i Catalogue of Life.